# Surowica (hematologia)
Surowica krwi (łac. serum) – część osocza krwi pozbawiona fibrynogenu. Składa się z wody (90%), białek (7%) oraz soli mineralnych i innych związków organicznych i nieorganicznych (3%). W surowicy krwi znajdują się też przeciwciała, w tym między innymi te skierowane przeciw antygenom grup krwi (anty-A oraz anty-B).
Surowicę można otrzymać poprzez odwirowanie skrzepłej krwi. Roztwór ten powinien mieć barwę słomkową.